# Saint-Maurice-aux-Riches-Hommes
Pour les articles homonymes, voir Saint-Maurice.
Saint-Maurice-aux-Riches-Hommes est une commune française située dans le département de l'Yonne en région Bourgogne-Franche-Comté.

## Géographie

### Localisation
La commune de Saint-Maurice-aux-Riches-Hommes est située en France, dans le nord du département de l'Yonne, à 27 kilomètres au nord-est de Sens ; ses côtés nord-est et est sont limitrophes du département de l'Aube.
Sept communes sont limitrophes de Saint-Maurice-aux-Riches-Hommes, dont trois dans l'Aube et l'une d'elles, Bercenay-le-Hayer, limitrophe seulement par un quadripoint.
| Perceneige | Trancault (Aube)                | Trancault (Aube)                                               |
| Perceneige | Saint-Maurice-aux-Riches-Hommes | Bourdenay (Aube) Bercenay-le-Hayer (par un quadripoint) (Aube) |
| Perceneige | La Postolle et Lailly           | Courgenay                                                      |

### Relief
Le relief de la commune est structuré par des collines plutôt boisées au sud et à l'ouest, le point culminant à 231 m (latitude N 48.28639 longitude E 3.51699) étant dans la forêt de Vauluisant tout au sud près de la limite avec les communes de Courgenay, Lailly et La Postolle et le point le plus bas à 102 m (latitude N 48.35191 longitude E 3.51942) au nord-est de la commune près de l'endroit où le ruisseau du Rognon quitte Saint-Maurice pour Trancault à environ 50 m à l'est de la route D 25, alors que l’altitude moyenne de l'Yonne est de 207 m.

### Hydrographie
Deux ruisseaux, non permanents, d'orientation générale sud-ouest vers nord-est, traversent une partie du bourg de Saint Maurice : le Rognon et le Saussois.
Le Saussois prend naissance au creux d’un bosquet de saules et de peupliers situé sur la rive est de la rue de la Vallée. Le débit de ce ruisseau qui se jette dans le Rognon, à Saint-Maurice, rue des Sources, a été appauvri à la suite des travaux de la station de captage réalisés en 1902.
Le Rognon poursuit son cours vers le nord sur la commune de Trancault où il se jette dans l'Orvin, lui même affluent de la Seine

### Climat
Pour des articles plus généraux, voir Climat de la Bourgogne-Franche-Comté et Climat de l'Yonne.
En 2010, le climat de la commune est de type climat océanique dégradé des plaines du Centre et du Nord, selon une étude du Centre national de la recherche scientifique s'appuyant sur une série de données couvrant la période 1971-2000. En 2020, Météo-France publie une typologie des climats de la France métropolitaine dans laquelle la commune est exposée à un climat océanique altéré et est dans la région climatique Nord-est du bassin Parisien, caractérisée par un ensoleillement médiocre, une pluviométrie moyenne régulièrement répartie au cours de l’année et un hiver froid (3 °C).
Pour la période 1971-2000, la température annuelle moyenne est de 10,7 °C, avec une amplitude thermique annuelle de 15,5 °C. Le cumul annuel moyen de précipitations est de 733 mm, avec 11,8 jours de précipitations en janvier et 7,4 jours en juillet. Pour la période 1991-2020, la température moyenne annuelle observée sur la station météorologique de Météo-France la plus proche, « Bouy-sur-Orvin », sur la commune de Bouy-sur-Orvin à 7 km à vol d'oiseau, est de 11,4 °C et le cumul annuel moyen de précipitations est de 635,9 mm. 
La température maximale relevée sur cette station est de 42,4 °C, atteinte le 25 juillet 2019 ; la température minimale est de −20,5 °C, atteinte le 17 janvier 1985,,.
Les paramètres climatiques de la commune ont été estimés pour le milieu du siècle (2041-2070) selon différents scénarios d'émission de gaz à effet de serre à partir des nouvelles projections climatiques de référence DRIAS-2020. Ils sont consultables sur un site dédié publié par Météo-France en novembre 2022.

## Urbanisme

### Typologie
Au 1er janvier 2024, Saint-Maurice-aux-Riches-Hommes est catégorisée commune rurale à habitat dispersé, selon la nouvelle grille communale de densité à sept niveaux définie par l'Insee en 2022.
Elle est située hors unité urbaine. Par ailleurs la commune fait partie de l'aire d'attraction de Sens, dont elle est une commune de la couronne,. Cette aire, qui regroupe 65 communes, est catégorisée dans les aires de 50 000 à moins de 200 000 habitants,.

### Habitat
Du XIIe siècle à 1791, Saint-Maurice-aux-Riches-Hommes forme avec Villeneuve-aux-Riches-Hommes une seule seigneurie : celle du maitre du château de Villeneuve.

L'habitat de la commune actuelle de Saint-Maurice est constitué :
- du bourg historique portant ce nom, situé autour de l’église éponyme et donc principalement le long de la rue Camille Matignon qui est en fait la D25,
- de Mauny, juste au sud du bourg, sur la D25, en haut de la côte de l'avenue des Marronniers[20], lieu des principales activités économiques autrefois,
- du hameau de La Chaume[21],[22], excentré, au sud-ouest du bourg, limitrophe de Perceneige et traversé par la D110,
- des fermes isolées de Lussin à l'est de la commune et de la Pierre Couverte au sud-est de la commune à la limite de Courgenay et d'une maison isolée sur le chemin du lieu-dit « Tour de Villechat ».

### Occupation des sols

#### L'occupation des sols
Telle qu'elle ressort de la base de données européenne d’occupation biophysique des sols Corine Land Cover (CLC), elle est marquée par l'importance des territoires agricoles (56,8 % en 2018), une proportion identique à celle de 1990 (56,6 %). La répartition détaillée en 2018 est la suivante : 

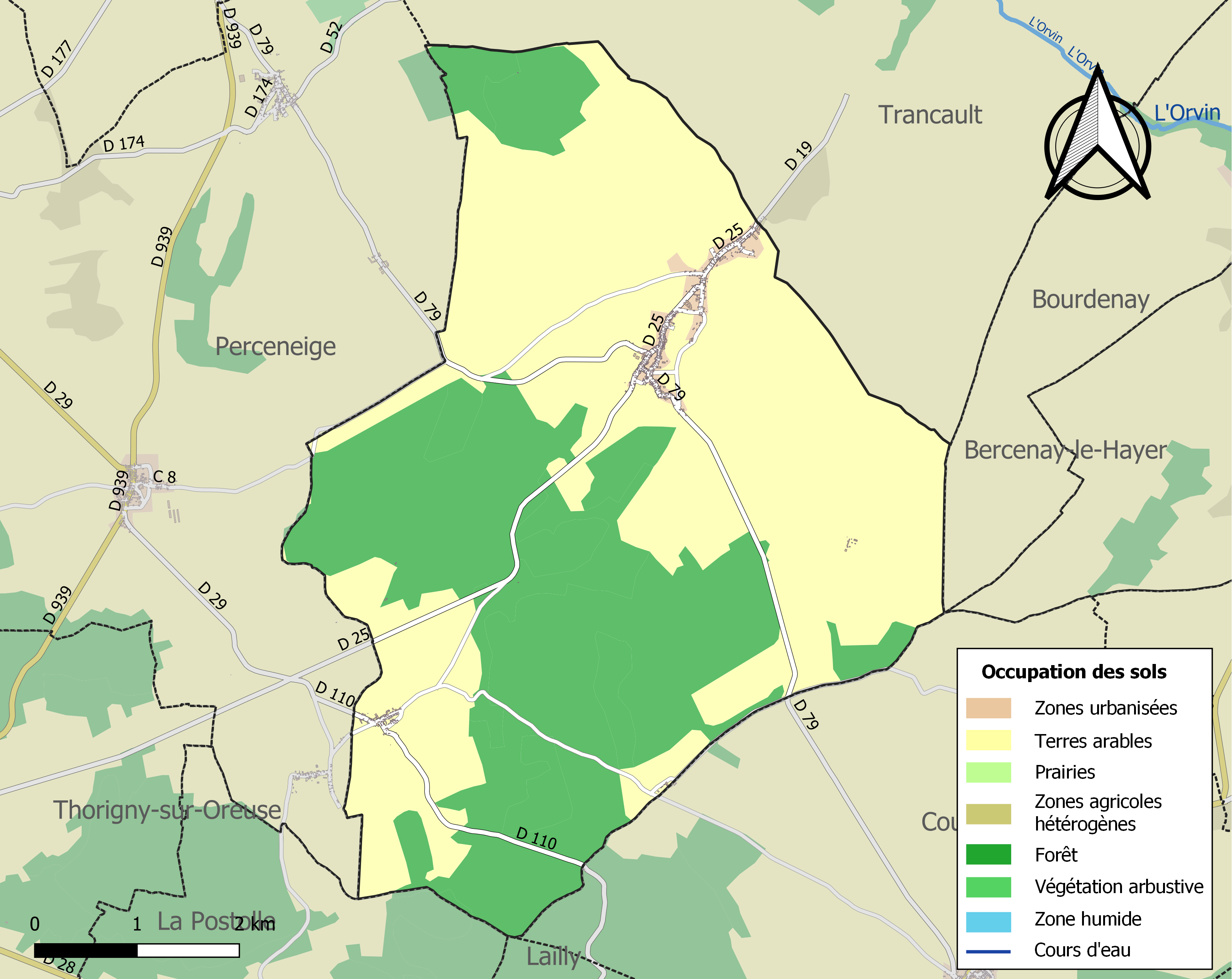
Carte des infrastructures et de l'occupation des sols de la commune en 2018 (CLC).

- terres arables (56,8 %),
- forêts (41,7 %) ;
- zones urbanisées (1,5 %)[23].

#### La forêt
C'est à 80 % une forêt de chênes sessiles.
- Le Bois du Vignot au nord de la commune[25], dans la pointe à la limite de Perceneige et de Trancault, est classé ZNIEFF de type 1, couvrant 152 hectares[26].
- La forêt domaniale de Vauluisant aussi appelée Forêt de Lancy[2] au sud-ouest occupe 1 012 hectares[27] des 3 317 de la commune et un peu moins de la moitié de la surface totale de cette forêt (2 400 hectares), qui s'étend aussi au sud sur les communes voisines. Sur la commune de Saint-Maurice, la partie de cette forêt au nord de la route D25 est appelée Bois de Traînel, au sud de cette route au nord  c'est le bois de Vaugrenier, à l'est la Vente d'Issey ou Vente d'Issé, au sud le bois de la Pierre Couverte, au nord de la route D110 le bois de Lancy et au sud de celle-ci la Haute Borne[2].

Cette forêt domaniale est classée en ZNIEFF de type 2

#### Le plan d'urbanisme
En 2023, il est celui de l'intercommunalité,,.

## Toponymie
Si le patronage de saint Maurice, martyrisé à Agaune, dans le Valais suisse et patron des militaires, ne fait pas de doute concernant l'église et le nom de cette paroisse, son complément déterminatif « aux riches hommes », pour le différencier des nombreux autres toponymes identiques semble énigmatique, et de nombreuses interprétations en ont été faites,, la plus récente est celle de l'historien Étienne Meunier, pour qui il s'agit, exactement comme le toponyme Villeneuve-aux-Riches-Hommes tout proche, d'un nom d'appel destiné à attirer des colons.

Au XIVe siècle, l'adjonction « et femmes » est due à l'une des dernières descendantes de la famille de Traînel, Marguerite de Pacy, laquelle déclare en 1310 dans un hommage à l'archevêque de Sens détenir « la ville de Saint-Maurice-aux-Riches-Hommes-et-Femmes » ; et sur le cartulaire de l’archevêché de Sens de la même époque on lit ː Saint-Morice-aux-Riches-Hommes-et-Femmes.

Quantin cite comme nom ancien attesté en 1453 sur un registre des taxes du diocèse de Sens en latin Sanctus Mauricius prope Villam Novam Divitum Hominum ce qui signifie très exactement Saint-Maurice près du nouveau village des hommes riches.

Quant aux différents toponymes interne à la commune, un historien local, Pierre Milliat, en a fait une étude exhaustive qu'il a publiée en six parties entre 2007 et 2017 dans une revue d'histoire locale.

## Histoire

### Préhistoire
La présence humaine sur le territoire de la commune à l'époque préhistorique est attestée par l'existence de mégalithes :
- Les dolmens de Trainel situés dans le bois de Trainel, dans la partie nord de la forêt de Vauluisant, le petit[40] et le grand[41] dolmens du Traînel[42],
- Le dolmen et le menhir de Lancy[43] au centre de la forêt de Vauluisant, au nord-est du hameau de La Chaume, au sud-est de l'actuelle route D 25[44],
- Le dolmen ou polissoir de la Pierre Couverte, à 200 mètres de la limite de Courgenay à l'est de la commune, situé en haut de la Vente d’Issé (ou d'Issey), donne son nom à l’exploitation agricole située à 500 mètres au sud du lieu, mais le mégalithe, pourtant d'une hauteur remarquable, est détruit en 1845 pour en récupérer la pierre[45],[42],[46],
- Des polissoirs, celui dit de Lancy à la lisière de la forêt au sud-est de la commune et à quelques mètres de la limite de Courgenay, 100 mètres au nord du carrefour du chemin forestier et de la D110, en allant de La Chaume à La Charmée[47], celui de la Tour de Villechat[48] à environ un kilomètre au nord du hameau de La Chaume[49].

### Haut Moyen Âge
Sur le site dit de la Tour de Villechat situé à l'ouest de la commune, au sud-ouest des dolmens de Trainel, sur la colline qui fait face au hameau de La Chaume, de l’autre côté de l'actuelle route D25, il ne reste qu’un souterrain qui serait le vestige d'une tour aujourd'hui disparue, peut-être celle du donjon d'un château ceinturé de profonds fossés. Mais jamais cité comme étant ou ayant été occupé, l'existence même de ce château reste conjecturale. Pourtant, ce château, peut-être associé à une paroisse disparue, figure dans le sacramentaire dit franco-saxon de Saint-Amand conservé à la Bibliothèque Royale de Stockholm,. La disparition de la paroisse de Villechat peut être rapportée à l'émergence de celles de Saint-Maurice (à l'Est) et de Grange-le-Bocage (à l'Ouest), le lieu (et son cimetière ?) servant de limite aux deux paroisses
Ce site est sur le tracé d'un ancien chemin de Provins à Troyes, passant par Traînel et Bagneaux, et contournant Nogent-sur-Seine. Des légendes et croyances populaires s'attachent à ce lieu considéré comme mystérieux,.

### Moyen Âge
Le territoire est détenu par la branche aînée de la famille de Traînel. Cette puissante famille féodale, Anseau IV de Traînel ou plus vraisemblablement sa mère, Ide de Brienne, choisit de s'établir dans un château très proche de Saint-Maurice (actuellement  Villeneuve-aux-Riches-Hommes) vers 1200, lorsque les flux de circulation sont réorientés entre les villes de foire. Elle espère qu'il sera au cœur d'un nouveau peuplement. Villeneuve-aux-Riches-Hommes, au diocèse de Troyes (à présent dans l'Aube) ne répondra pas aux espoirs et restera dans l'ombre de Saint-Maurice.
La paroisse de Saint-Maurice groupe alors plusieurs habitats : Saint-Maurice proprement dit, avec l'église paroissiale et le cimetière, à l'extrême limite du diocèse  de Sens, Mauny qui voit arriver les chemins de Sens  et de Courgenay ; La Chaume, de l'autre côté de la forêt, qui communique très facilement avec Grange-le-Bocage ; Villechat (en face de La Chaume), où vivent des chauriers (voir Ancien Régime) et Chastenay (disparu) vers le finage de Sognes.[réf. nécessaire]

### L'Ancien Régime
Outre le trio manœuvres - vignerons - laboureurs qui signe une empreinte rurale, le village abrite des chauriers (exploitants de la craie pour en faire de la  chaux en la cuisant dans un four) qui se fixent au XVIIe siècle près des ruines de Villechat , des tuiliers et beaucoup de métiers forestiers (sabotiers, marchands de bois, bûcherons, charbonniers).
La seigneurie devient la possession de l'évêché de Châlons-en-Champagne, qui s'en sépare en 1785 au profit d'un robin (magistrat ou homme de loi) de Paris, Pierre-Antoine Crépin.
De la famille de chirurgiens Lorne procède un fils, François Lorne, né en 1734, marié à Marie-Anne Thénard, maitre chirurgien à Saint-Maurice-aux-Riches-Hommes, et procureur fiscal du seigneur de Villeneuve et Saint-Maurice-aux-Riches-Hommes, qui se hisse au sommet des fortunes de l'arrondissement de Sens durant le premier empire.

### Révolution française
Au cours de la Révolution française, la commune est provisoirement renommée Mauny-les-Sans-Culottes puis Maurice-les-Sans-Culottes ainsi que Bois-Lancy.
Soucieux de rentrer dans les frais de son acquisition, le tout nouveau seigneur de Villeneuve et Saint-Maurice-aux-Riches-Hommes, Pierre-Antoine Crépin, se heurte aux habitants habitués à un maître lointain. Ceux-ci saccagent ses champs et garennes à plusieurs reprises et en 1797, un berger et garde-champêtre contre lequel il a gagné un procès, Joseph Gillopé, lui tire dessus alors qu'il se déplace à cheval dans le bois longeant Vaugrenier au sud du hameau de Mauny,,.

### Époque contemporaine

#### XXesiècle
En 1907 le Conseil Général de l'Yonne projette la construction d'une ligne allant de Sens à Nogent-sur-Seine passant par Saint-Maurice-aux-Riches-Hommes avec un embranchement vers Villeneuve-l’Archevêque ; Saint-Maurice devient donc un nœud ferroviaire. La liaison de Sens à Saint-Maurice-aux-Riches-Hommes est presque terminée lors de la déclaration de guerre en 1914, et elle est fonctionnelle jusqu’en 1919, avant d’être alors démontée[pourquoi ?]. La partie allant de Sens à Saint-Maurice et Villeneuve-l’Archevêque est reconstruite en 1925. Mais le coût de ces lignes, sans aucune rentabilité financière, conduit en 1933 le Conseil Général à abandonner le trafic ferroviaire entre Sens, Saint-Maurice et Villeneuve-l’Archevêque, tandis que la section de Saint-Maurice à Nogent-sur-Seine fonctionne jusqu'en 1938, pour cesser définitivement le 1er janvier 1939. Le tracé de la voie est encore visible sur le plan cadastral, dont la courbe passe entre la mairie et la maison de retraite de Saint-Maurice. Certaines portions ont aujourd’hui disparu, englobées dans les champs, tandis que d’autres servent de support à un chemin.
Après l’arrêt du trafic ferroviaire, l’ancienne gare de Saint-Maurice, située au 14 de l'actuelle rue de la Vallée, est transformée en camp pour les réfugiés espagnols. En décembre 1940, le préfet décide d’utiliser ces installations pour héberger des étrangers évacués par les Allemands. C’est ainsi que, le 6 décembre 1940, 307 personnes, dont 285 de nationalité polonaise, arrivent à Saint-Maurice. À partir de juin 1941, sont internés dans ce  camp des « bohémiens » nomades que les Nazis regroupent dans des camps. Ce sont des Tsiganes, gens du voyage, à 90 % de nationalité française. Au total environ 300 d'entre-eux ont été internés à Saint-Maurice entre 1941 et 1946. Une circulaire ministérielle du 17 novembre 1945 ordonne la dissolution du camp.
Pendant l'hiver 1943, un groupe de maquisards, une quinzaine de jeunes Aubois des FTPF réfractaires au STO (service du travail obligatoire) réunis dans le maquis des Vignots,, s'installent dans la cabane de chasse du bois du Vignot, tout au nord de la commune. Le 7 mars 1944 au petit matin, ils entendent un bruit de moteur qu'ils prennent pour celui du véhicule du laitier, mais en fait c'est celui d'un autocar rempli d'une trentaine de soldats nazis ; les sentinelles donnent l'alarme mais succombent rapidement dans l'assaut de la cabane. Les jeunes gens de la cabane sont arrêtés et incarcérés à Troyes ; certains sont fusillés à Montgueux le 8 juin 1944 ; d'autres meurent en déportation. Une stèle « A la mémoire des FTPF du Maquis des Vignots morts pour la liberté » apposée sur la façade de la cabane marque le souvenir de cet événement qui y est commémoré chaque année ou dans le cimetière de Saint-Maurice où est inhumé l'un d'eux, Maurice Bord,,.
Le 4 mai 1944, un bombardier anglais, Lancaster ME749 AS-Z, avec sept hommes à bord s'écrase près du hameau de La Chaume en revenant du raid de bombardement du camp de Mailly et alors qu'il avait été touché par l'aviation allemande vers Nogent-sur-Seine. Le sergent Henry Pickford, jeune engagé britannique de 19 ans, y meurt, et une stèle en son hommage est érigée en 2006 dans le hameau. Parmi les six survivants, deux sont rapidement faits prisonniers dont Eric Ashford, qui connait « un moment de frayeur du fait que son parachute s'[est] ouvert tardivement. Arrêté, il est fait prisonnier et dirigé sur Francfort en Allemagne pour être libéré en avril 1945 » et parmi les quatre autres, Jack Marsden, reçoit l'aide discrète des habitants environnants qui favorisent son évasion. Une commémoration de l'évènement a lieu tous les ans, souvent au 1er mai, autour de la stèle en hommage à Henry Pickford.

## Politique et administration

### Rattachements administratifs et électoraux

#### Intercommunalité
La commune fait partie depuis 2014 de la Communauté de communes de la Vanne et du Pays d'Othe dont elle forme l'extrémité nord, au nord-est du département de l'Yonne.

#### Canton
Jusqu'en 2014, la commune fait partie du Canton de Villeneuve-l'Archevêque. À la suite du redécoupage cantonal de 2014, Saint-Maurice fait désormais partie du Canton de Brienon-sur-Armançon avec 35 autres communes qui élisent leurs conseillers départementaux.

#### Arrondissement
La commune est incluse dans l'arrondissement de Sens qui est donc sa sous-préfecture.

#### Circonscription électorale
La commune fait partie de la 2ème circonscription législative de l'Yonne.

### Liste des maires
| Période   | Période   | Identité                  | Étiquette | Qualité |
| --------- | --------- | ------------------------- | --------- | ------- |
|           |           |                           |           |         |
| mars 1977 | mars 2014 | Jean-Baptiste Nivaggioli, |           |         |
| mars 2014 | mai 2020  | Francis Prin              |           |         |
| mai 2020  | en cours  | Francis Fagegaltier       |           |         |

## Équipements et services publics

### Enseignement
Pour le niveau maternelle et élémentaire la commune est liée, par un Regroupement pédagogique intercommunal, à celle de Courgenay. L'école sur le territoire de Saint-Maurice, située place de l’École, ouvre ses classes aux enfants des deux communes au niveau maternelle, tandis que les enfants du primaire vont à l'école de  Courgenay.
Au niveau collège, les élèves de Saint-Maurice vont à Villeneuve-l'Archevêque au collège Gaston-Ramon.
Quant au lycéens, ils doivent se rendre à Sens, où le lycée professionnel Pierre et Marie Curie et le lycée général et technologique Catherine et Raymond Janot (lycées publics) les accueillent selon les formations choisies, ainsi que deux lycées privés , Sainte Colombe et Saint-Étienne.

### Ehpad
La commune possède une maison de retraite de type privé associatif, la résidence Bois Lancy, située ruelle Pierratte dans le centre du village ; cet EHPAD peut accueillir 72 résidents dont 14 en Unité de Vie Protégée, et dispose également d’un PASA (pôle d’activités et de soins adaptés).

### Équipements sportifs
La commune possède un terrain de sports non clos, rue des Vieilles Vignes, à l'ouest de Mauny.
Elle possède également, place de la Mairie, une salle polyvalente servant de salle des fêtes et de gymnase à laquelle sont adjoints en extérieur deux courts de tennis, l’un en béton poreux, l’autre du type « greenset ».

## Démographie

### Évolution démographique
L'évolution du nombre d'habitants est connue à travers les recensements de la population effectués dans la commune depuis 1793. Pour les communes de moins de 10 000 habitants, une enquête de recensement portant sur toute la population est réalisée tous les cinq ans, les populations de référence des années intermédiaires étant quant à elles estimées par interpolation ou extrapolation. Pour la commune, le premier recensement exhaustif entrant dans le cadre du nouveau dispositif a été réalisé en 2008.

En 2022, la commune comptait 408 habitants, en évolution de −2,39 % par rapport à 2016 (Yonne : −1,95 %, France hors Mayotte : +2,11 %).
| 1793 | 1800 | 1806 | 1821 | 1831 | 1836 | 1841  | 1846  | 1851  |
| ---- | ---- | ---- | ---- | ---- | ---- | ----- | ----- | ----- |
| 759  | 835  | 927  | 912  | 994  | 987  | 1 000 | 1 040 | 1 032 |

| 1856  | 1861  | 1866  | 1872 | 1876 | 1881 | 1886 | 1891 | 1896 |
| ----- | ----- | ----- | ---- | ---- | ---- | ---- | ---- | ---- |
| 1 056 | 1 066 | 1 006 | 995  | 919  | 906  | 871  | 847  | 802  |

| 1901 | 1906 | 1911 | 1921 | 1926 | 1931 | 1936 | 1946 | 1954 |
| ---- | ---- | ---- | ---- | ---- | ---- | ---- | ---- | ---- |
| 773  | 712  | 648  | 566  | 562  | 613  | 559  | 548  | 481  |

| 1962 | 1968 | 1975 | 1982 | 1990 | 1999 | 2006 | 2008 | 2013 |
| ---- | ---- | ---- | ---- | ---- | ---- | ---- | ---- | ---- |
| 471  | 440  | 366  | 321  | 314  | 392  | 439  | 452  | 426  |

| 2018 | 2022 | - | - | - | - | - | - | - |
| ---- | ---- | - | - | - | - | - | - | - |
| 421  | 408  | - | - | - | - | - | - | - |

### Pyramide des âges
La population de la commune est relativement âgée. En 2020, le taux de personnes d'un âge inférieur à 30 ans s'élève à 18,5 %, soit un taux inférieur à la moyenne départementale (31,1 %). À l'inverse, le taux de personnes d'un âge supérieur à 60 ans (48,3 %) est supérieur au taux départemental (31,6 %).
En 2020, la commune comptait 200 hommes pour 213 femmes, soit un taux de 51,57 % de femmes, supérieur au taux départemental (51,28 %).
Les pyramides des âges de la commune et du département s'établissent comme suit :
| Hommes | Classe d’âge | Femmes |
| ------ | ------------ | ------ |
| 3,1    | 90 ou +      | 8      |
| 15,7   | 75-89 ans    | 24,1   |
| 23,1   | 60-74 ans    | 22,1   |
| 25     | 45-59 ans    | 15,6   |
| 12,7   | 30-44 ans    | 13,3   |
| 10,3   | 15-29 ans    | 9,4    |
| 10,1   | 0-14 ans     | 7,4    |

| Hommes | Classe d’âge | Femmes |
| ------ | ------------ | ------ |
| 0,9    | 90 ou +      | 2,5    |
| 8,5    | 75-89 ans    | 11,2   |
| 20,1   | 60-74 ans    | 20,5   |
| 20,5   | 45-59 ans    | 20     |
| 17,2   | 30-44 ans    | 16,7   |
| 15,1   | 15-29 ans    | 13     |
| 17,7   | 0-14 ans     | 16     |

## Culture locale et patrimoine

### Lieux et monuments
- Les différents mégalithes[106] dont plusieurs sont classés monuments historiques,
- Le site de la Tour de Villechat[107],
- L'église Saint-Maurice, d'origine XIIIe, chapelles XVIe, chœur et nef XVIIIe voûtée en bois, clocher en façade XIXe (1869)[108],
- La chapelle de Villeneuve-aux-Riches-Hommes, vestige d’un prieuré médiéval de l’abbaye de Molesme au XIIIe siècle, bien que faisant partie administrativement de la commune de Trancault, est acquise à titre onéreux par la municipalité de Saint-Maurice dans les années 1980[109],[110]. En effet l'histoire de cette chapelle est plutôt liée à celle de la commune de Saint-Maurice et avec une association de sauvegarde créée en 1987, la municipalité en assure progressivement la restauration. Il s'y trouve quelques tombes, dont celle de Pierre Antoine Crépin, procureur au parlement de Paris à la fin du XVIIe siècle, devenu seigneur de Villeneuve et avec lequel les habitants de Saint-Maurice à l'époque de la Révolution ont eu maille à partir.
- Trois bornes armoriées datant du deuxième quart du XVIe siècle se trouvent le long d'un fossé dont il reste des vestiges, à l'est du hameau de La Chaume, de part et d'autre de la route D110, en lisière de la forêt, au nord de la route du bois de Lancy et au sud de la route des Hautes Bornes[111].
- Jusqu'à la tempête de 1999, la forêt de Vauluisant comporte sur le territoire de Saint-Maurice un arbre remarquable, le Chêne du Sauvageon[112], vraisemblable arbre de la Liberté planté en 1793. L'ONF le signale par une pancarte toujours en place en 2023, le chêne déraciné étant resté couché sur place[113].

### Personnalités liées à la commune
- Jules Case (1854-1931), né à Sens, décrit ce village dans son roman La Fille à Blanchard (1886).
- Camille Matignon, (1867-1934), chimiste né dans la commune

## Pour approfondir